# گمینا کونوپنگتسا (استان لوبلین)
گمینا کونوپنگتسا (استان لوبلین) (به لهستانی:  Gmina Konopnica) یک گمینا در لهستان است که در شهرستان لوبلین واقع شده‌است. گمینا کونوپنگتسا ۹۲٫۷۵ کیلومتر مربع مساحت و ۱۲٬۷۹۰ نفر جمعیت دارد.